# Cylindroiulus londinensis
Cylindroiulus londinensis är en mångfotingart som först beskrevs av Leach 1815.  Cylindroiulus londinensis ingår i släktet Cylindroiulus och familjen kejsardubbelfotingar. Utöver nominatformen finns också underarten C. l. finitimus.